# Fernando Niño Bejarano
Fernando Niño Bejarano (Rota, Cádiz, España, 16 de septiembre de 1974), exfutbolista y entrenador español que actualmente está sin equipo. Jugaba de defensa central y destacaba por su contundencia y entrega en defensa, además de sus remates de cabeza cuando se incorporaba al ataque. Es padre del futbolista Fernando Niño Rodríguez.

## Trayectoria
Se formó en la cantera del Club Deportivo Rota hasta llegar al primer equipo que por entonces militaba en el grupo X de la Tercera División de España. En 1995 empieza la carrera meteórica de Fernando Niño hasta llegar a la cumbre de la primera división. 
En la temporada 1995-96, se convirtió en el jugador más destacado de su equipo, fruto de su buena temporada, ojeadores del Xerez Club Deportivo de la Segunda División "B" se fijaron en él contratándolo por el equipo xerecista. 
En la temporada 1996-97, el Xerez CD asciende a Segunda División "A" donde Fernando Niño es uno de los artífices defensivo en el ascenso. En la temporada 1997-98, el Xerez C.D. no logra mantener la categoría y desciende a Segunda División "B", siendo el jugador más destacado de su equipo, el buen trabajo realizado a lo largo de la temporada no dio su fruto para poder mantener al equipo jerecista en la categoría de plata pero sí lo dio para que el Sevilla F. C. de Segunda División y el R. C. D. Mallorca de la Primera División se fijasen en él. Finalmente lo incorpora el club mallorquín a sus filas en el verano del 1998.
En su primera temporada (la 1998-99) el cuerpo técnico, capitaneado por Héctor Raúl Cúper, decidió darle dorsal para que jugase a caballo entre el filial y el primer equipo, pero pronto el entrenador argentino decidió dejarlo en el primer equipo jugando un total de 16 partidos. Fernando Niño, con su trabajo, colaboró en que el R. C. D. Mallorca llegara a la final de la Recopa de Europa que jugó el equipo mallorquín contra el SS Lazio italiano. El Mallorca perdió la final por 2-1 en Birminghan. Fernando permaneció durante siete temporadas en el RCD Mallorca, siendo observado por varios equipos del panorama europeo, entre ellos el Inter de Milán, que entrenado por entonces por el argentino Héctor Cúper, pidió a su presidente Moratti, la contratación de Fernando Niño pero el R. C. D. Mallorca no permitió la venta del jugador. Durante estas temporadas empieza a conseguir títulos, en 1998-99 la Supercopa de España y en 2003 consiguió la Copa del Rey.
En 2004 sufre una grave lesión que le impide jugar con regularidad y en la temporada 2005-06 ficha por el Elche CF de la Segunda División española, donde permaneció hasta su retirada, una vez concluida la temporada 2008-09.

### Como entrenador
En verano de 2012 se convirtió en entrenador del Juvenil División de Honor del Xerez Club Deportivo. Posteriormente, a finales de esa temporada, pasa a ser el segundo entrenador del primer equipo ayudando a Carlos Ríos.
Tras la marcha del Xerez C.D., entrena al Cádiz C. F. Juvenil "A" en la División de Honor Andaluza para más tarde pasar a dirigir al Cádiz C. F. "B" en el Grupo 10 de la Tercera División durante la temporada 2014/15.

## Clubes como jugador
| Club                 | País   | Año       |
| -------------------- | ------ | --------- |
| Club Deportivo Rota  | España | 1993-1996 |
| Xerez Club Deportivo | España | 1996-1998 |
| R. C. D. Mallorca    | España | 1998-2006 |
| Elche CF             | España | 2006-2009 |

## Palmarés
- 1 Supercopa de España (1998-99)
- 1 Copa del Rey (2003)